# Selby (Dacota do Sul)
Selby é uma cidade localizada no estado norte-americano de Dacota do Sul, no Condado de Walworth.

## Demografia
Segundo o censo norte-americano de 2000, a sua população era de 736 habitantes.
Em 2006, foi estimada uma população de 681, um decréscimo de 55 (-7.5%).

## Geografia
De acordo com o United States Census Bureau tem uma área de
2,2 km², dos quais 2,2 km² cobertos por terra e 0,0 km² cobertos por água. Selby localiza-se a aproximadamente 580 m acima do nível do mar.

## Localidades na vizinhança
O diagrama seguinte representa as localidades num raio de 28 km ao redor de Selby.